# 山羊比爾

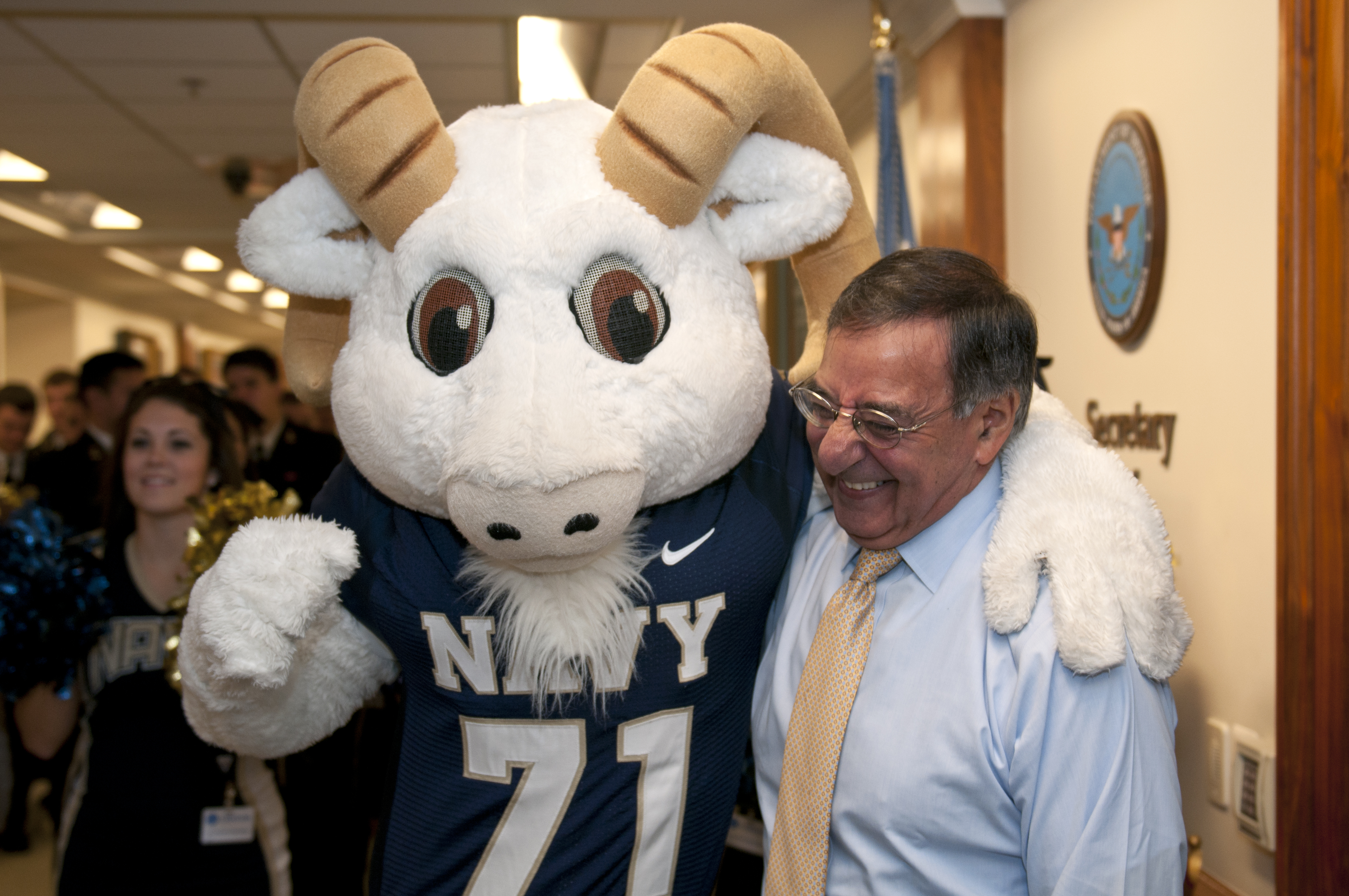

山羊比爾是美國海軍學院的吉祥物。他是一隻有活力的山羊，穿著海軍學院制服。在該校校園的正門，一號門內，有一尊山羊比爾的銅像。
第一位山羊比爾在1893年出現。現在比爾卅一世是第34任吉祥物，也是第30個以比爾為名的山羊。他（或者她）的後備是比爾卅二世。

## 山羊比爾的傳說
1880年代，船在航行時會帶著家畜，以提供水手新鮮的食物。
傳說，有一艘海軍艦艇帶著一隻寵物山羊航行。山羊在巡弋中死亡。軍官們保存了牠的皮，並且返港時要把它製成標本。
兩個年輕的少尉被託付要攜帶這張皮。在去找標本剝製師的路上，他們在美國海軍學院停下來看足球賽。中場時，其中一個少尉決定以山羊皮著裝。在場的人非常欣賞這樣的作法。這場比賽由海軍獲勝，而勝利的光榮則被歸於已故的山羊。

## 早期歷史
在1893年，一隻叫做艾爾·席德的活山羊在第4屆陸軍-海軍比賽中擔任海軍的吉祥物。艾爾·席德是紐約號軍官送給學生旅的禮物。這一年，這隻山羊幫助海軍以6比3獲勝，所以他被納為球隊的一員。
那時候美國海軍學院還有其他吉祥物，包括兩隻貓、一隻牛頭犬和一隻鴿子。然而，山羊從1904年起就未曾中斷服役。
在1900年代早期，這個可愛的吉祥物終於有了名字。在費城，安那波利斯隊打敗西點軍校之後，在回程的火車上，山羊被領著展開勝利遊行。一直到他們到達巴爾的摩，山羊都沒有脫隊。就是那個時候，這隻山羊有了「比爾」這個名字。這個名字來自1891年到1894年擔任學生旅司令的寇比·M·徹斯特所養的寵物羊。

## 歷代山羊比爾
- 1968年，由美國空軍學院贈送的比爾十六世，因為除草劑灑得離他的欄圍太近而被毒死。
- 1973年，比爾十七世因為同樣的原因喪生。
- 比爾十九世和比爾二十世都在3年忠誠的服役之後分別於1975年和1978年因自然死亡。
- 1978年，比爾廿一世領導學生獲得一連串勝利，其中包括以23對16打敗楊百翰大學，以及兩場打敗陸軍的比賽。

## 綁架比尔
1995年11月5日，在陸軍-海軍足球賽之前的一個月，從西點軍校來的四年級生，在海軍學院的酪農場上發動黎明前的奇襲，綁架了山羊比爾廿六世、廿八世和廿九世。五角大廈後來獲知消息。由陸軍和海軍軍官所組成的警方將3隻山羊送回，並規定：「綁架陸軍學院學生、海軍學院學生和吉祥物，是絕不容許的事情。」
比爾廿八世于1995年10月至2001年11月间在位，它过世后由比爾廿九世繼承。

## 比爾隊
在美國海軍學院的足球賽中，除了裝扮的吉祥物，還有活山羊。有幾隻山羊和預備山羊由「比爾隊」的學生負責飼養。